# Galería de arte Bendigo
La galería de arte Bendigo es una galería situada en Bendigo, Australia. Fundada en 1887, es una de los más antiguas y más grande de Australia.

## Colección
La colección de la galería se encuentra en la habitación Bendigo Volunteer Rifle, convertido en un espacio de exposición del arquitecto WC Valhand en 1890 y después pasó a llamarse Bolton Corte. En 1962 la galería se amplió de nuevo para ofrecer más espacio a las oficinas y espacios adicionales de exposición, así como una nueva entrada. Entre 1998 y 2001, la galería fue reformada y ampliada con nuevas esculturas, diseñada por los arquitectos Katsalidis Fender.